# Гурван
Гурван (фр. Gurwant, Gurvan; ум. 876) — граф Ренна, король Бретани (северной части) с 874.

## Биография
Его происхождение неизвестно. Также неизвестно, когда он стал графом Ренна.
В 874 году принял участие в заговоре против короля Саломона, в котором кроме него принял участие также королевский зять Паскветен, граф Ванна и Нанта, а также королевский племянник Виго, сын Ривелина, графа Корнуая. В итоге Саломон 28 июня был схвачен и убит. Королевство было разделено между Паскветеном, которому была подчинена южная часть Бретани, и Гурваном, правившим в северной Бретани. Однако уже через год между Паскветеном и Гурваном разгорелась война за обладание единоличной власти в королевстве. Гурван при этом обосновывал свои претензии на престол тем, что был зятем короля Эриспоэ, убитого в своё время при участии Саломона.
В 875 году Паскветен, призвавший себе на помощь норманнов напал на Ренн, однако эта попытка, несмотря на численный перевес его армии, оказалась неудачной. В 876 году Гурван заболел, что побудило Паскветена снова напасть на Ренн. Гурвану удалось отразить атаку, однако спустя несколько дней он умер. Ему наследовал сын Юдикаэль.

## Брак и дети
Жена: дочь Эриспоэ, короля Бретани. Дети:
- Юдикаэль (ум. 888), граф Ренна и король Бретани (Юдикаэль II) с 876
- дочь; муж: Беренгер (Беранже) (ум. до 931), граф Байе[3]